# آرثر أولسن الثاني
آرثر أولسن الثاني (بالنرويجية البوكمول: Arthur Olsen)‏ (19 مارس 1907 – 17 أكتوبر 1943)، ملاكم نرويجي راحل، مثّل بلاده في الألعاب الأولمبية الصيفية 1928.

## وصلات خارجية
آرثر أولسن الثاني على موقع أوليمبيديا (الإنجليزية)